# RideLondon-Surrey Classic
A RideLondon-Surrey Classic (oficialmente: Prudential RideLondon & Surrey Classic) é uma corrida de ciclismo profissional britânica de um dia que acontece em Londres e seus arredores, no mês de julho ou agosto.
Tem a sua origem na corrida preparatória para o teste de rota masculina dos Jogos Olímpicos de Londres de 2012 que se realizou em 2011, onde foi chamado London Surrey Cycle Classic como parte do UCI Europe Tour de 2010-2011, na categoria 1.2 (última categoria de profissionalismo); apesar disso, ter que competir principalmente por equipas nacionais (como os Jogos Olímpicos seriam jogados), não impediu a presença de grandes nomes do ciclismo mundial. Em 2012, não se realizou, devido aos Jogos Olímpicos. A partir de 2013 foi incluído um programa festivo que incluiu outras corridas amadores e não oficiais no chamado Prudential RideLondon.

## Vencedores
| Edição | Ciclista                                         | Equipe                                           |                                                  |
| ------ | ------------------------------------------------ | ------------------------------------------------ | ------------------------------------------------ |
| 2011   | Mark Cavendish                                   | British Cycling                                  |                                                  |
| 2012   | Nao realizada devido aos Jogos Olímpicos de 2012 | Nao realizada devido aos Jogos Olímpicos de 2012 | Nao realizada devido aos Jogos Olímpicos de 2012 |
| 2013   | Arnaud Démare                                    | FDJ.fr                                           |                                                  |
| 2014   | Adam Blythe                                      | NFTO                                             |                                                  |
| 2015   | Jean-Pierre Drucker                              | BMC Racing Team                                  |                                                  |
| 2016   | Tom Boonen                                       | Etixx-Quick Step                                 |                                                  |
| 2017   | Alexander Kristoff                               | Team Katusha–Alpecin                             |                                                  |
| 2018   | Pascal Ackermann                                 | Bora–Hansgrohe                                   |                                                  |
| 2019   | Elia Viviani                                     | Deceuninck-Quick Step                            |                                                  |

## Vitórias por países
| País        | Vitórias |
| Reino Unido | 2        |
| França      | 1        |
| Luxemburgo  | 1        |
| Bélgica     | 1        |
| Noruega     | 1        |
| Alemanha    | 1        |
| Itália      | 1        |